# Hildegard Vogeler
Hildegard Franziska Vogeler (* 1949; † September 2024) war eine deutsche Kunsthistorikerin.

## Leben
Hildegard Vogeler promovierte 1984 an der Universität Bonn mit einer Dissertation über Das Goldemail-Reliquiar mit der Darstellung der Hagiosoritissa im Schatz der Liebfrauenkirche zu Maastricht. Seit 1987 war sie Mitarbeiterin des St.-Annen-Museums in Lübeck. Sie amtierte ab 1995 als stellvertretende Leiterin der Museen für Kunst und Kulturgeschichte der Hansestadt Lübeck und als Kustos der Mittelaltersammlung bis zu ihrem Ruhestand 2011.
Vogeler war mit dem Germanisten Hartmut Freytag verheiratet.

## Schriften (Auswahl)
- Das Goldemail-Reliquiar mit der Darstellung der Hagiosoritissa im Schatz der Liebfrauenkirche zu Maastricht. Zugl. Diss. Univ. Bonn, Bonn 1984.
- Szenen aus dem Leben des hl. Franziskus aus Assisi. Ein Wandbild in St. Katharinen zu Lübeck. In: ZLGA 70 (1990), S. 129–151.
- Das Lübecker Ratssilber von der Mitte des 15. Jahrhunderts bis zum Beginn des 20. Jahrhunderts, In: Die neue Pracht. Silber des Historismus in Lübeck, Ausstellungskatalog, Lübeck 1991, S. 69–88.
- Die Altäre des St. Annen-Museums. Lübeck 1993 (2. verb. u. erw. Aufl. 2008, ISBN 978-3-937900-05-6).
- Madonnen in Lübeck. Ein ikonographisches Verzeichnis der mittelalterlichen Mariendarstellungen in den Kirchen und ehemaligen Klöstern der Altstadt und des St. Annen-Museums. Museum für Kunst und Kulturgeschichte der Hansestadt Lübeck, Lübeck 1993.
- Das Triptychon des Hinrich und der Katharina Kerckring von Jacob van Utrecht, Lübeck 1999.
- Das Antlitz im Boden: Abriebe norddeutscher und englischer Metallgrabplatten des Mittelalters: Sammlung, Reinhard Lamp und Kevin Herring; 18. Juni – 30. September 2006, Katharinenkirche in Lübeck, Lübeck 2006.
- mit Uwe Albrecht und Hartmut Freytag (Hrsg.): Bernt Notke. Das Triumphkreuz im Dom zu Lübeck, Verlag Ludwig, Kiel 2010, ISBN 978-3-86935-033-2.